# چپ‌لی
چپ‌لی (ترکی آذربایجانی: Çəpli) یک منطقهٔ مسکونی در جمهوری آرتساخ است که در استان شاهومیان واقع شده‌است.